# Marc-Antoine Laugier
Pour les articles homonymes, voir Laugier.
Marc-Antoine Laugier, né le 22 janvier 1713 à Manosque (Alpes-de-Haute-Provence), mort le 5 avril 1769 à Paris, est Jésuite devenu abbé bénédictin, historien et théoricien français de l'architecture du XVIIIe siècle.

## Biographie
Né à Manosque et élève des Jésuites et Jésuite lui-même, il fait un début de carrière dans cet ordre. Il est entre autres prédicateur à la Cour du roi de France et côtoie ainsi les grands du monde dans les salons de Paris et de Versailles. Sa vivacité d'esprit et l'originalité de ses positions sur l'art lui valent l'estime des encyclopédistes et des philosophes des Lumières qui sont pourtant opposés aux jésuites. Ses sermons à Saint-Sulpice et à Fontainebleau en 1744 plaisaient au roi et le rendent célèbre.
En 1752, Laugier écrit la première édition de l'Essai sur l'architecture, publié anonymement un an plus tard.
Il quitte son ordre en 1755 à la suite d'une affaire de sermons ouvertement critiques prononcés devant le roi à Versailles en 1754.
Entre 1759 et 1768, il publie une Histoire de la république de Venise.
C'est en 1755 que la deuxième édition de l'ouvrage qui le rendra connu est publié: Essai sur l'architecture devient une référence en matière d'architecture religieuse ; ainsi Marc-Antoine Laugier est appelé par l'évêque d'Amiens pour aider à la décoration du chœur de la cathédrale. Il entre alors chez les Bénédictins à Paris, avec l'autorisation du Pape, où il devient homme de lettres. Il obtient ensuite le titre d'Abbé en étant l'éditeur de la Gazette de France. Ce sera le théoricien le plus influent de l'architecture néoclassique, et son ouvrage est même traduit en anglais et en allemand. La thèse de son essai affirme clairement que la nature est ce qui légitime la théorie architecturale.
Il se place alors aux côtés du bon sauvage de Jean-Jacques Rousseau, à la recherche d'une protection face à la nature hostile. L'ambition de cet homme de lettres brillant et spirituel est de concevoir une architecture entièrement conforme à la raison. Il ne s'agit pas de formuler des règles formelles rigides, non plus que de défendre des idées de l'imagination architectonique, qu'il faut rejeter étant donné que leur effet ne peut être contrôlé par la raison. Les habitudes et les usages, donc le bon goût, ne peuvent servir non plus à définir un principe normatif conforme à la nature, car ces facteurs évoluent selon les conditions historiques.

« Quelques branches abattues dans la forêt sont les matériaux propres à son dessein. Il en choisit quatre des plus fortes qu'il élève perpendiculairement et qu'il dispose en carré. Au-dessus, il en met quatre autres en travers et sur celles-ci il en élève qui s'inclinent, et qui se réunissent en pointe de deux côtés. Cette espèce de toit est couvert d feuilles assez serrées pour que ni le soleil, ni la pluie, ne puissent y pénétrer; et voilà l'homme logé. Il est vrai que le froid et le chaud lui feront sentir leur incommodité dans sa maison ouverte de toute part; mais alors il remplira l'entre-deux des piliers, et se trouvera garanti. »

— Essai sur l'architecture
Il est influencé par Jacques-François Blondel qui affirme la primauté des ordres (dorique, ionique et corinthien) dans l'architecture néo-classique ; l'ordre n'est plus seulement un objet d'ornement: il devient un objet constitutif de la construction.
Laugier est aussi influencé par l'architecture grecque par l'intermédiaire d'autres auteurs. Dans les écrits de Fénelon, la Grèce est présentée comme ayant connu la perfection de l'architecture, et ses qualités sont la simplicité, la noblesse et l'utilité. Ceci est à opposer au baroque et au rococo.

## Critiques et essor
Les thèses provocantes de Laugier eurent un grand retentissement. Non seulement Goethe les a vigoureusement critiquées, mais plus important encore, en France, elles allaient fructifier sous la forme de nouveaux schémas de pensée. La conception rationaliste de la construction est l'élément central de la théorie néo-classique que bâtira Blondel.
Leur influence se retrouve aussi dans les recherches formelles d'Étienne-Louis Boullée, l'un des grands architectes visionnaires du XVIIIe siècle qui s'impose comme théoricien et pédagogue durant la Révolution française.

## Œuvres
- Essai sur l'architecture, 1753. 2e éd., 1755
- Observations sur l'architecture, La Haye et Paris, Saillant, 1765, 326 p. (lire en ligne)
- Histoire de la république de Venise, depuis sa fondation jusqu'à présent, vol. 1, chez la Veuve Duchesne, 1759